# Chadia Rodríguez
Chadia Darnakh Rodríguez, nota semplicemente come Chadia (Almería, 6 novembre 1998), è una rapper marocchina naturalizzata italiana.

## Biografia
Nata ad Almería da genitori marocchini, cresce a Torino dove inizia a giocare in una squadra giovanile femminile della Juventus, prima di abbandonare lo sport per un grave infortunio.
Si trasferisce a Milano dove lavora come modella di nudo per poi dedicarsi completamente alla musica cominciando a scrivere i suoi primi testi. Viene notata dal produttore Big Fish che la mette sotto contratto nella Doner Music, casa discografica co-fondata con Jake La Furia dei Club Dogo.
La rapper si fa notare dalla Sony Music grazie al suo primo brano Dale e firma con la casa discografica a giugno del 2018. Nello stesso anno diviene la prima donna a comparire sulla copertina di una playlist rap sul servizio streaming Spotify. La sua carriera continua con Fumo bianco e Bitch 2.0 che ottengono popolarità nelle piattaforme di streaming; la prima, in particolare, è certificata disco d'oro dalla Federazione Industria Musicale Italiana con oltre 25 000 copie vendute a livello nazionale. Il suo primo EP, Avere 20 anni, racchiude tutti i suoi brani pubblicati fino ad allora insieme ad un inedito, Sarebbe comodo. Il 15 marzo 2019 partecipa come headliner al MI AMI XXX, presso il District 272 di Milano.
A maggio 2019 si esibisce nella trasmissione Ossigeno di Manuel Agnelli mentre il 31 gennaio 2020 viene pubblicato il singolo La voce di Chadia, fortemente ispirato alla serie televisiva Netflix Narcos.
L'8 marzo annuncia la collaborazione con Federica Carta, Bella così, che sarebbe dovuta uscire il 27 marzo; tuttavia l'uscita del brano viene rimandata a causa della pandemia di coronavirus. Il 22 maggio 2020 viene infine pubblicato diffondendo sul suo profilo Instagram un video di una delle ragazze vittime di cyberbullismo e body shaming; in seguito il brano viene certificato disco d'oro.
A giugno 2020 la rivista italiana Billboard le dedica la copertina del mensile ed è protagonista di un episodio del programma MTV YO! Raps.
Il 20 ottobre 2020 è protagonista di un episodio del programma Giovani e famosi in onda su Rai 2. Nel 2022 conduce il programma di educazione sessuale Sex, Lies & Chadia su Discovery+ e pubblica il volume Sex, Lies & Chadia. Il mio libero manuale di educazione al piacere per l'editore Baldini & Castoldi.

## Influenze musicali
Chadia è stata fonte d'ispirazione per molte rapper italiane, in quanto è stata la prima donna ad aver avuto successo in Italia con il genere trap. Ha rivelato in un'intervista che trae spesso ispirazione dalle rapper d'oltreoceano. Tra le sue influenze musicali ci sono Cardi B, Iggy Azalea e Nicki Minaj.

## Procedimenti giudiziari
Il 1º agosto 2021 è stata iscritta nel registro degli indagati per un episodio avvenuto a Torino l'8 settembre 2017, nell'ambito di una maxi indagine europea con 53 indagati per rapine con l'uso di spray al peperoncino. L'ipotesi di reato è di rapina in concorso con due uomini (di cui uno già indagato e arrestato per i gravi fatti di Piazza San Carlo) onde impossessarsi di catenina d’oro e di un telefono cellulare, cercando anche di rubare l'automobile senza riuscirci.

## Discografia

### EP
- 2019 – Avere 20 anni
- 2024 – EP 6/2 Chadia
- 2025 – Slim Chadia

### Singoli
Come artista principale
- 2018 – Dale
- 2018 – Fumo bianco
- 2018 – Bitch 2.0
- 2018 – Sister (pastiglie)
- 2018 – 3G (feat. Big Fish e Jake La Furia)
- 2019 – Sarebbe comodo
- 2019 – Coca Cola
- 2019 – Mangiauomini
- 2020 – La voce di Chadia
- 2020 – Bella così (feat. Federica Carta)
- 2021 – Donne che odiano le donne (feat. Erika Lei)
- 2021 – Non mi uccidere (feat. Alice Pagani)
- 2021 – Tutt* stran*
- 2022 – Preferisco te (con Cara)
- 2022 – Bitch 3.0
- 2023 – Criminale (con Smookid)
- 2023 – Figli del deserto
- 2024 – Bondage - la gola
- 2024 – Filo spinato - la superbia
- 2024 – Le regole della bitch
- 2024 – Sugar Daddy
- 2025 – Griselda
- 2025 – Nel Prime

Come artista ospite
- 2019 – Torcida (Big Fish feat. Fabri Fibra, Jake La Furia, Emis Killa e Chadia Rodríguez)
- 2019 – Donna domani (Luna feat. Chadia Rodríguez)
- 2022 – Spyo (Xhovana feat. Chadia Rodríguez)
- 2022 – Metropoli paradiso (Astol feat. Chadia Rodríguez)

### Collaborazioni
- 2018 – Mr Bamboo (Ernia feat. Chadia Rodriguez) in 68 (Till the End)
- 2019 – Sciacqua la bocca (The Night Skinny feat. Chadia Rodríguez) in Mattoni
- 2020 – Pericoloso (J-Ax feat. Chadia Rodríguez) in ReAle
- 2020 – Principessa (Annalisa feat. Chadia Rodríguez) in Nuda
- 2020 – Ehy (Gemitaiz feat. Priestess & Chadia Rodríguez) in QVC9
- 2021  – Ci sta (Giaime feat. Chadia Rodríguez) in Figlio maschio
- 2022  – Vetri fumé (Not Good feat. Chadia Rodríguez) in Vero liricista

## Televisione
- Sex, Lies & Chadia (Real Time, dal 2021) - conduttrice
- Pink Night (Real Time, 2022) - conduttrice

## Pubblicazioni
- Sex, Lies & Chadia. Il mio libero manuale di educazione al piacere, Baldini & Castoldi, 2022.

## Premi e riconoscimenti
- Premio MEI
  - 2018 - Miglior artista Hip Hop[20]